# Nepenthes tenax

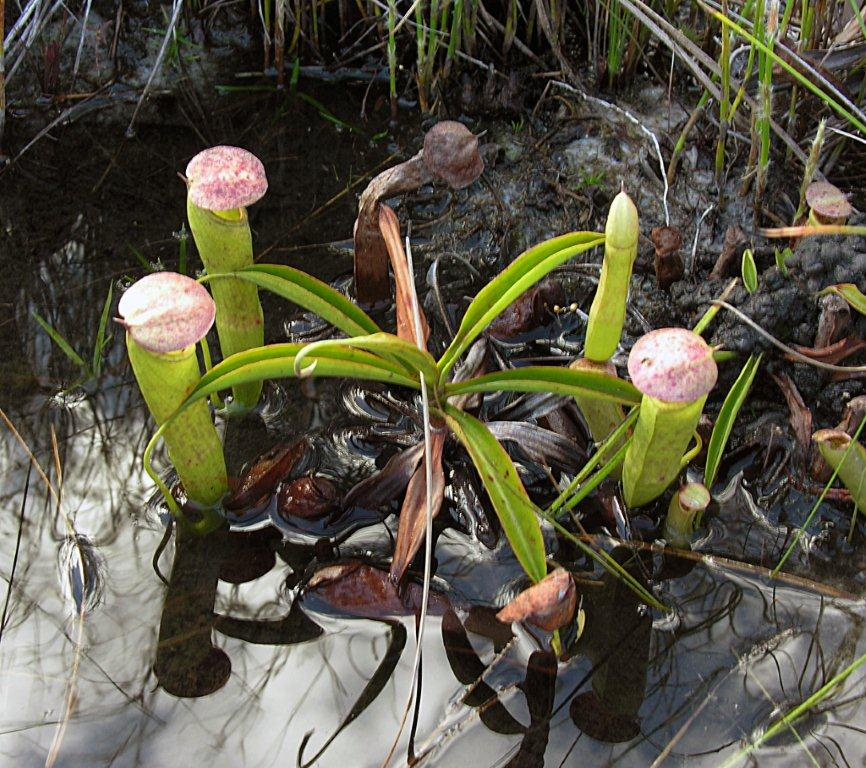
Jonge plant

Nepenthes tenax is een vleesetende bekerplant uit de familie Nepenthaceae. De soort is endemisch in het noorden van Queensland in Australië, waar hij groeit in het laagland. De soortaanduiding tenax is Latijn voor 'vasthoudend'. N. tenax heeft meestal een zelfdragende stengel en kan een hoogte van ongeveer een meter bereiken. De vangbekers worden zelden groter dan 15 centimeter.
Nepenthes tenax is de derde Nepenthes-soort die in Australië is ontdekt. Hij is nauw verwant aan de andere drie soorten in Australië: N. mirabilis, die ook in Zuidoost-Azië voorkomt, en de endemische N. rowaniae en N. parvula. De eerstgenoemde twee planten komen in hetzelfde leefgebied voor en vormen soms hybriden met N. tenax.
... · 
N. alata · 
N. albomarginata · 
N. ampullaria · 
N. argentii · 
N. aristolochioides · 
N. attenboroughii · 
N. bicalcarata · 
N. bokorensis · 
N. bongso · 
N. boschiana · 
N. burkei · 
N. campanulata · 
N. chaniana · 
N. danseri · 
N. deaniana · 
N. densiflora · 
N. diatas · 
N. distillatoria · 
N. edwardsiana · 
N. ephippiata · 
N. gracilis · 
N. gymnamphora · 
N. hirsuta · 
N. inermis · 
N. insignis · 
N. jamban · 
N. khasiana · 
N. lamii · 
N. leyte · 
N. lingulata · 
N. lowii · 
N. macfarlanei · 
N. macrophylla · 
N. madagascariensis · 
N. masoalensis · 
N. maxima · 
N. mirabilis · 
N. monticola · 
N. northiana · 
N. ovata · 
N. peltata · 
N. pervillei · 
N. pitopangii · 
N. rafflesiana · 
N. rajah ·
N. rhombicaulis · 
N. rosea ·
N. sanguinea · 
N. sibuyanensis · 
N. spathulata · 
N. tenax · 
N. tenuis · 
N. veitchii ·
N. ventricosa ·
N. vieillardii ·
N. villosa · 
...